# No Way Out (película de 2015)
No Way Out (en español: Sin salida) es una película estadounidense de acción y drama, dirigida por Héctor Echavarría, escrita por Pablo García y protagonizada por Héctor Echavarría, Danny Trejo, Estella Warren, Carlotta Elektra Bosch, Robert Miano, Patrick Kilpatrick y Lilian Ruiz. Fue rodada en Los Ángeles (EE. UU.) y en Asunción (Paraguay).

## Reparto
- Héctor Echavarría como Juan De los Santos.
- Danny Trejo como Don Cáceres.
- Estella Warren como María.
- Carlotta Elektra Bosch como Ángela.
- Robert Miano como Rodolfo.
- Patrick Kilpatrick como Steve Johnson.
- Christian Rodrigo como Martín.
- Amin Joseph como Frank.
- Rob Fuller como La Bestia.
- Celso Franco como Pablo.
- Ashleigh Hubbard como Claudia.

## Sinopsis
Juan de los Santos, un expolicía encubierto de Paraguay, una vez listo para acabar con el mayor cartel de drogas en América Latina, ha perdido todo; su esposa e hijos fueron asesinados brutalmente en una noche fría y oscura y, con ellos, su voluntad de vivir. Él mismo no sobrevivió ileso; en esa noche fría fue herido de dos balazos, uno impactó en su corazón y el otro dañó una parte de su cerebro, provocándole amnesia esporádica. En una lucha interna y externa con sus propios demonios, Juan debe derrotar a los pronósticos para salvar a gente inocente. Insomne, y afligido por pesadillas traicioneras de esa noche, él está dispuesto a aceptar cualquier trabajo para aliviar su sufrimiento. Juan comienza a trabajar como lavaplatos en un club nocturno glamoroso, pero las apariencias pueden ser engañosas, ya que este club nocturno de pronto se convierte en un caldo de cultivo para el caos. Una nueva droga mortal, una combinación de la cocaína y el éxtasis se extendió hacia el norte a través del continente, acompañado de la trata de personas y de una mafia furiosa, el Club de terciopelo, la cual se convierte en el epicentro de todo. Ángela es una de las prisioneras del régimen de tráfico de personas. Juan cruza caminos con Ángela y cuando trata de rescatarla de su destino mortal, toda la mafia se une contra Juan y Ángela para enseñarles una lección que nunca olvidarán. En sus esfuerzos por huir de la mafia, Juan se encuentra con dos niños pequeños, María y Noah, que fueron criados en las calles del peligroso Mercado Cuatro. Una conexión se forma entre Juan y los niños, ya que Juan busca la vida que podría haber tenido. Los dos niños se unirán a Juan y Ángela en una increíble aventura con giros en cada esquina. Martín, también expolicía encubierto, vendrá al rescate de su amigo Juan.